# Gardien de but (handball)
Cet article concerne les gardiens de but de handball. Pour les positions similaires dans d'autres sports collectifs, voir Gardien de but.
Au handball, le gardien de but est chargé de garder son but inviolé, c'est-à-dire de faire en sorte que le ballon ne franchisse pas la ligne de but.

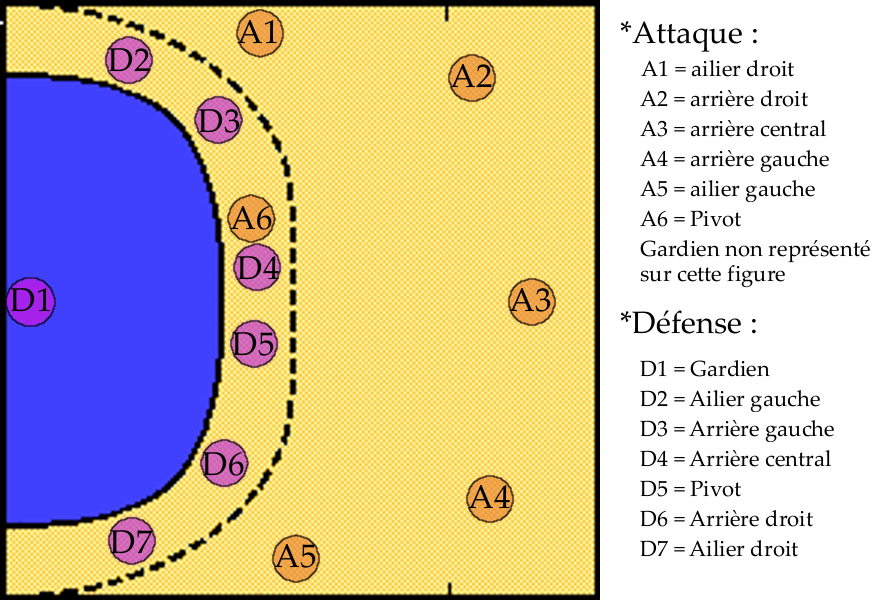
Sur ce schéma dit de « défense 6-0 », le gardien de but occupe le poste D1.

Il est le seul joueur qui a le droit d'évoluer et de toucher la balle dans sa propre zone (en bleue sur la figure ci-contre). Son rôle est d’empêcher les tirs de l'équipe adverse de rentrer dans son but. Les joueurs de son équipe n'ont pas le droit de lui faire la passe s'il est dans la zone, mais en dehors oui. Les joueurs occupant ce poste sont habituellement d'une taille approchant les 2 mètres (hauteur de la cage) et d'une souplesse importante pour pouvoir aller chercher les ballons dans les coins de la cage, que ce soit avec leurs mains ou avec leurs pieds.

## Meilleurs gardiens

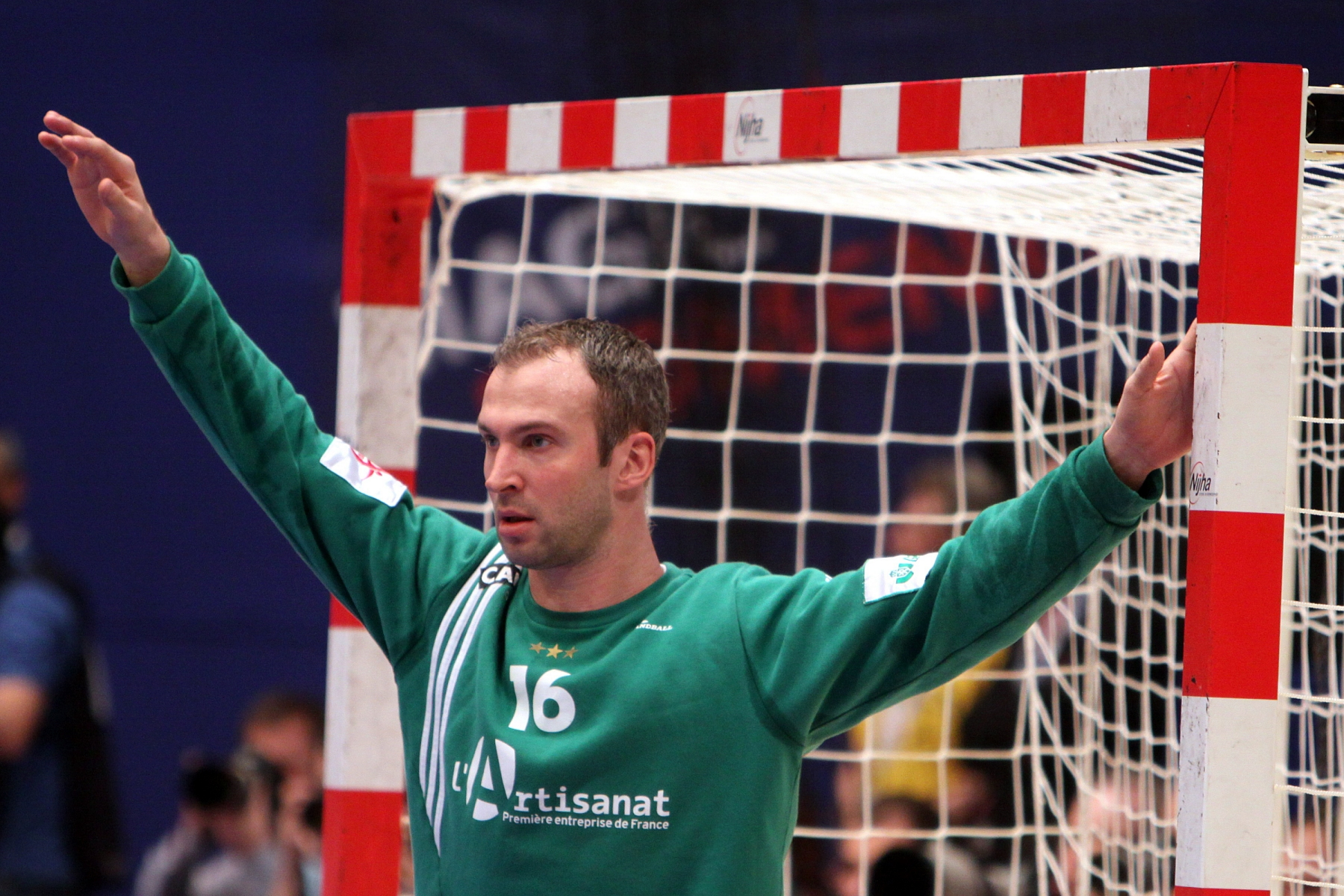
Thierry Omeyer, meilleur gardien de "tous les temps".

En 2010, le Français Thierry Omeyer a été élu meilleur gardien de tous les temps par un vote de fans avec 93,54 % des votes devant le Russe Andreï Lavrov (2,98 %), l'Allemand Andreas Thiel et le Suédois Mats Olsson, tous deux à 1,74 %. 
Chez les femmes, la Roumaine Luminița Dinu-Huțupan est élue meilleure gardienne de but de tous les temps par un vote de fans avec 94 % des votes devant la Norvégienne Cecilie Leganger (4,03 %), la Danoise Lene Rantala (1,36 %) et la Russe puis Autrichienne Tatjana Dschandschgawa (0,84 %).

## Gardien de but célèbres

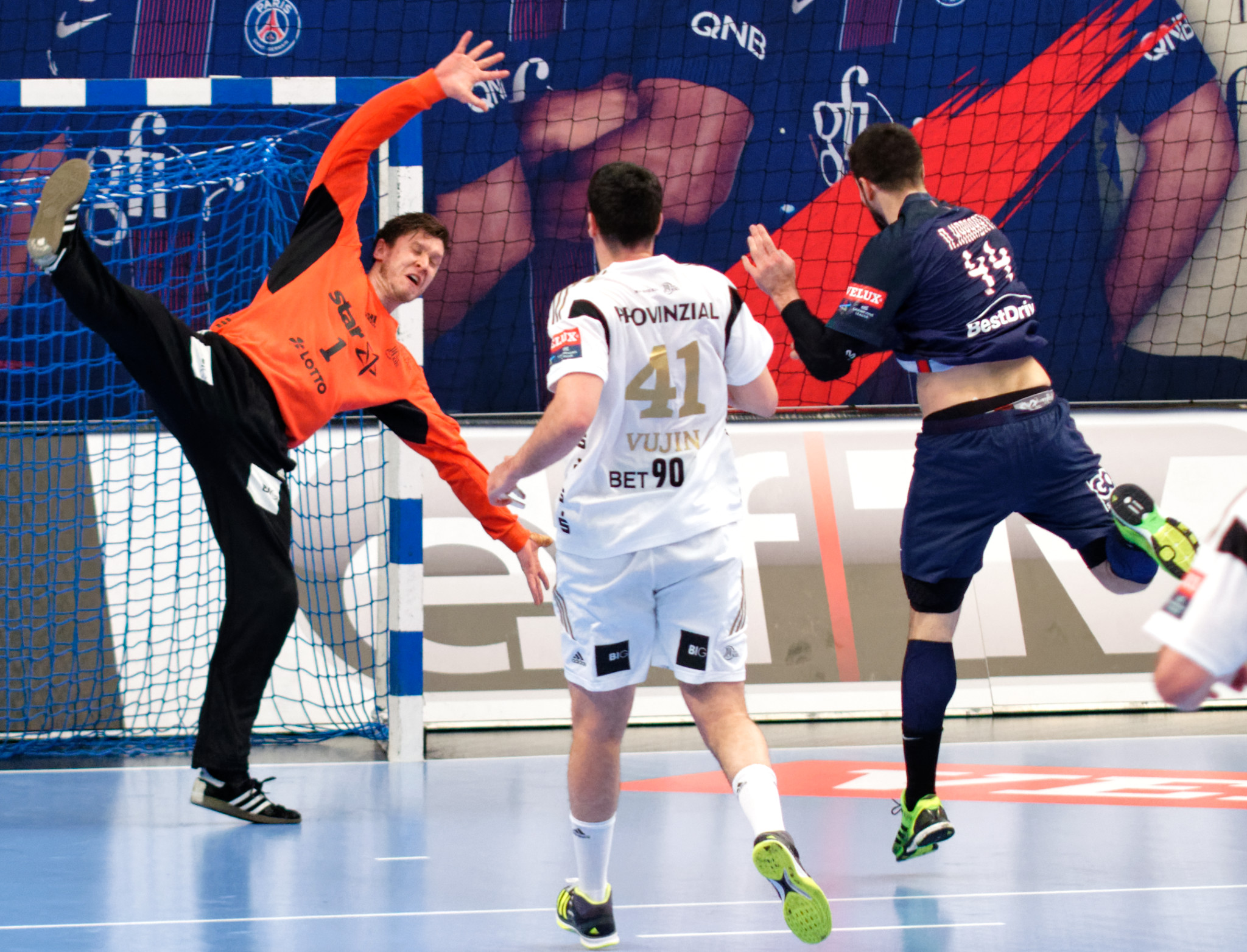
Niklas Landin Jacobsen tente de s'imposer de manière spectaculaire face à Karabatic.

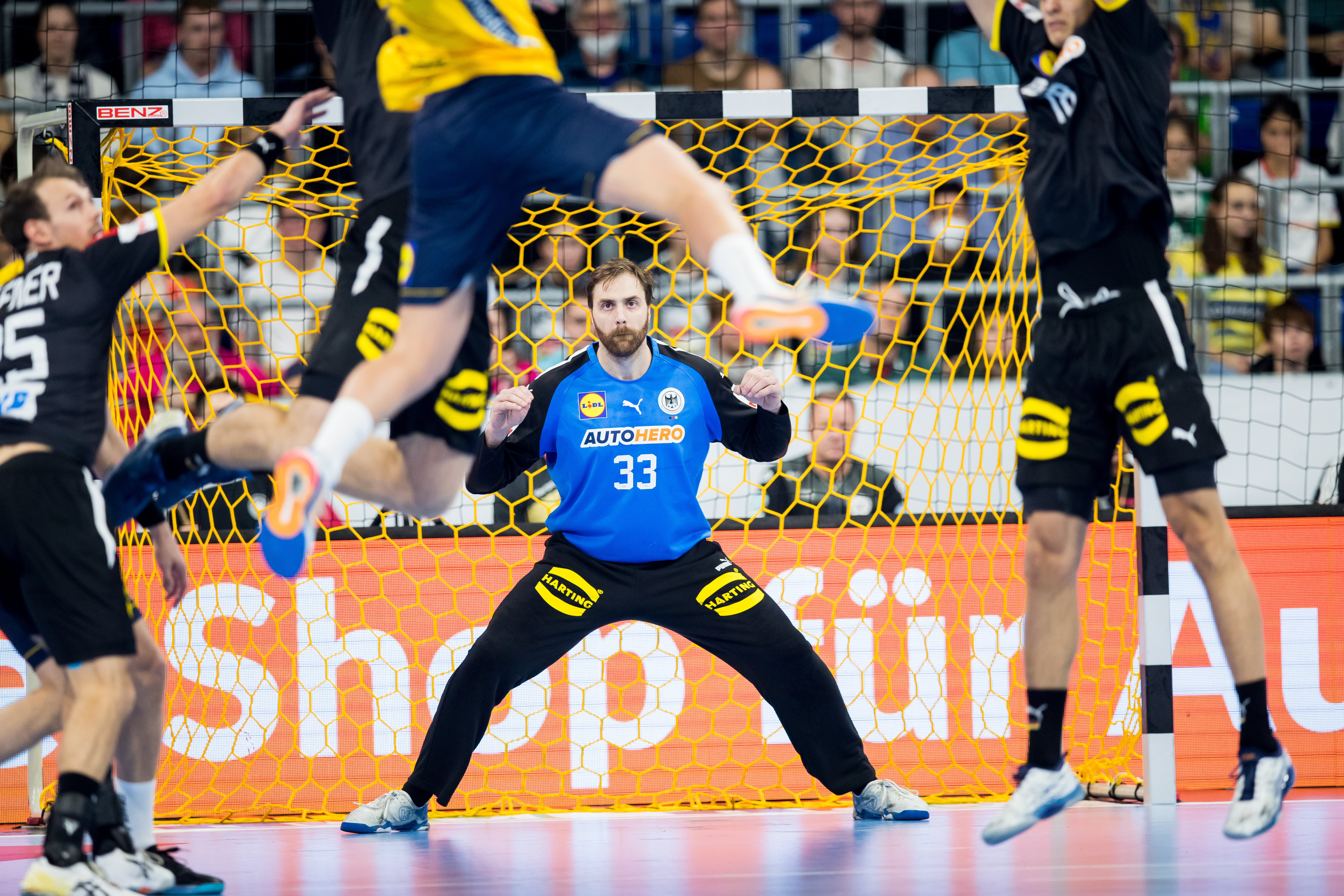
Andreas Wolff en 2022.

Parmi les meilleurs joueurs évoluant ou ayant évolué au poste de gardien de but, on peut citer (par ordre alphabétique) :
- David Barrufet, vainqueur de sept Ligues de champions (record)
- / Mirko Bašić, champion olympique en 1984  et Champion du monde en 1986
- Jean Férignac, un des meilleurs gardiens des années 1960
- Henning Fritz, élu meilleur handballeur mondial de l'année en 2004
- Peter Gentzel, médaille d'or et élu meilleur gardien de but des championnats d'Europe 1998, 2000 et 2002
- Vincent Gérard, élu meilleur gardien du Championnat du monde 2017, du Championnat d'Europe 2018 et des Jeux olympiques 2020
- José Javier Hombrados, vainqueur de 8 coupes d'Europe, meilleur joueur du championnat d'Espagne en 2004 et 2005
- Niklas Landin Jacobsen, élu meilleur joueur mondial de l'année en 2019 et 2021, cinq fois élu meilleur gardien de la Ligue des champions.
- Andreï Lavrov, nommé dans l'élection du meilleur gardien de but de tous les temps, triple champion olympique
- Bruno Martini, double champion du monde en 1995 et 2001
- Thierry Omeyer, élu meilleur gardien de tous les temps[1], élu meilleur joueur mondial de l'année en 2008
- Mats Olsson, nommé dans l'élection du meilleur gardien de but de tous les temps
- Lorenzo Rico, élu meilleur gardien du championnat du monde 1993
- Wieland Schmidt, champion olympique en 1980
- / Arpad Šterbik, élu meilleur joueur mondial de l'année en 2005
- Tomas Svensson, vainqueur de six Ligues de champions, élu meilleur gardien de but des vingt ans de la Ligues de champions[4],[5]
- Sławomir Szmal, élu meilleur joueur mondial de l'année en 2009
- Andreas Thiel, nommé dans l'élection du meilleur gardien de but de tous les temps, 7 fois élu meilleur handballeur de l'année en Allemagne.
- Andreas Wolff, 2 fois élu meilleur handballeur de l'année en Allemagne, élu meilleur gardien de but des Championnats d'Europe 2016 et 2024 et du championnat du monde 2023

## Gardiennes de but célèbres

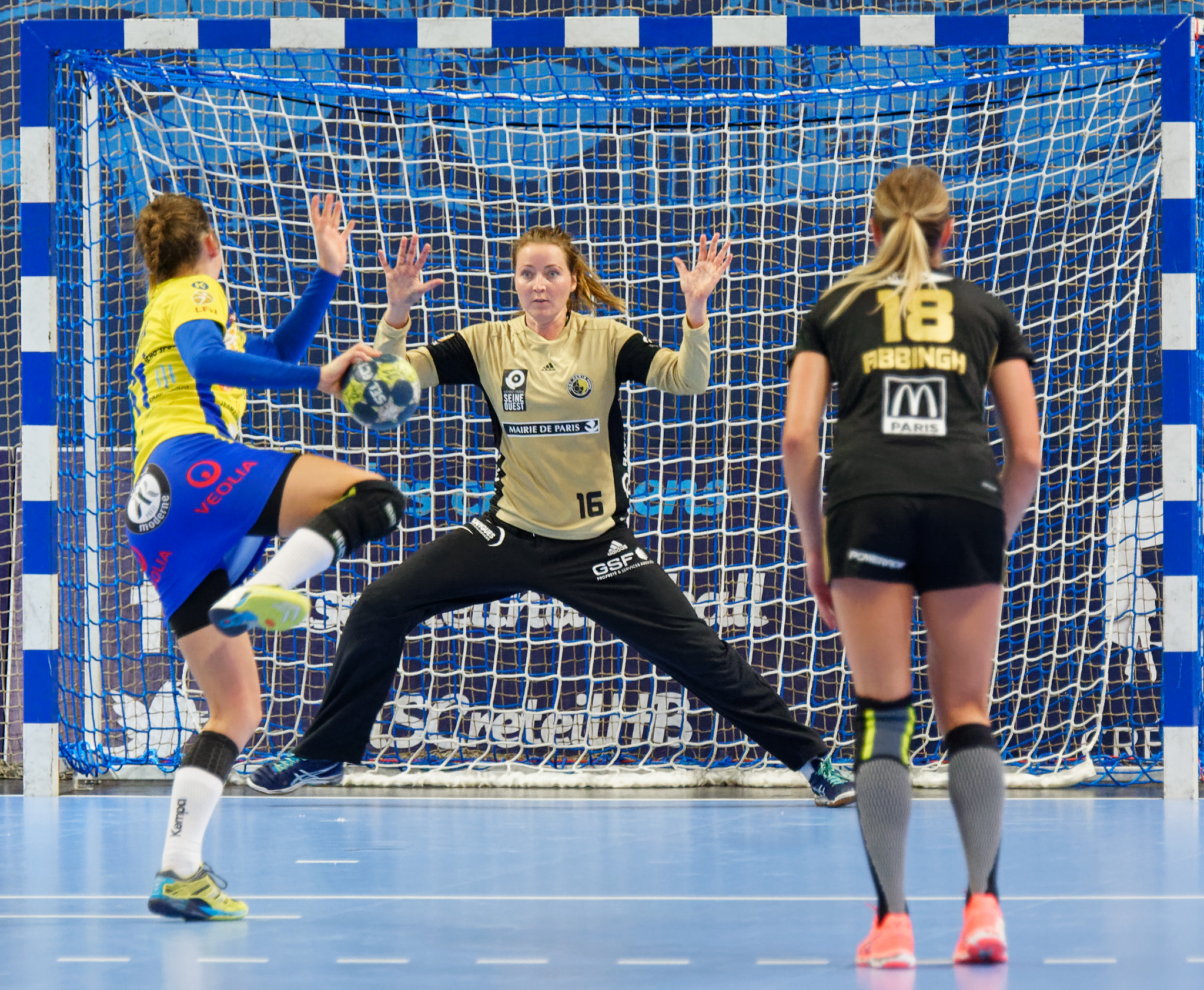
Silje Solberg lors d'un jet de 7 mètres.

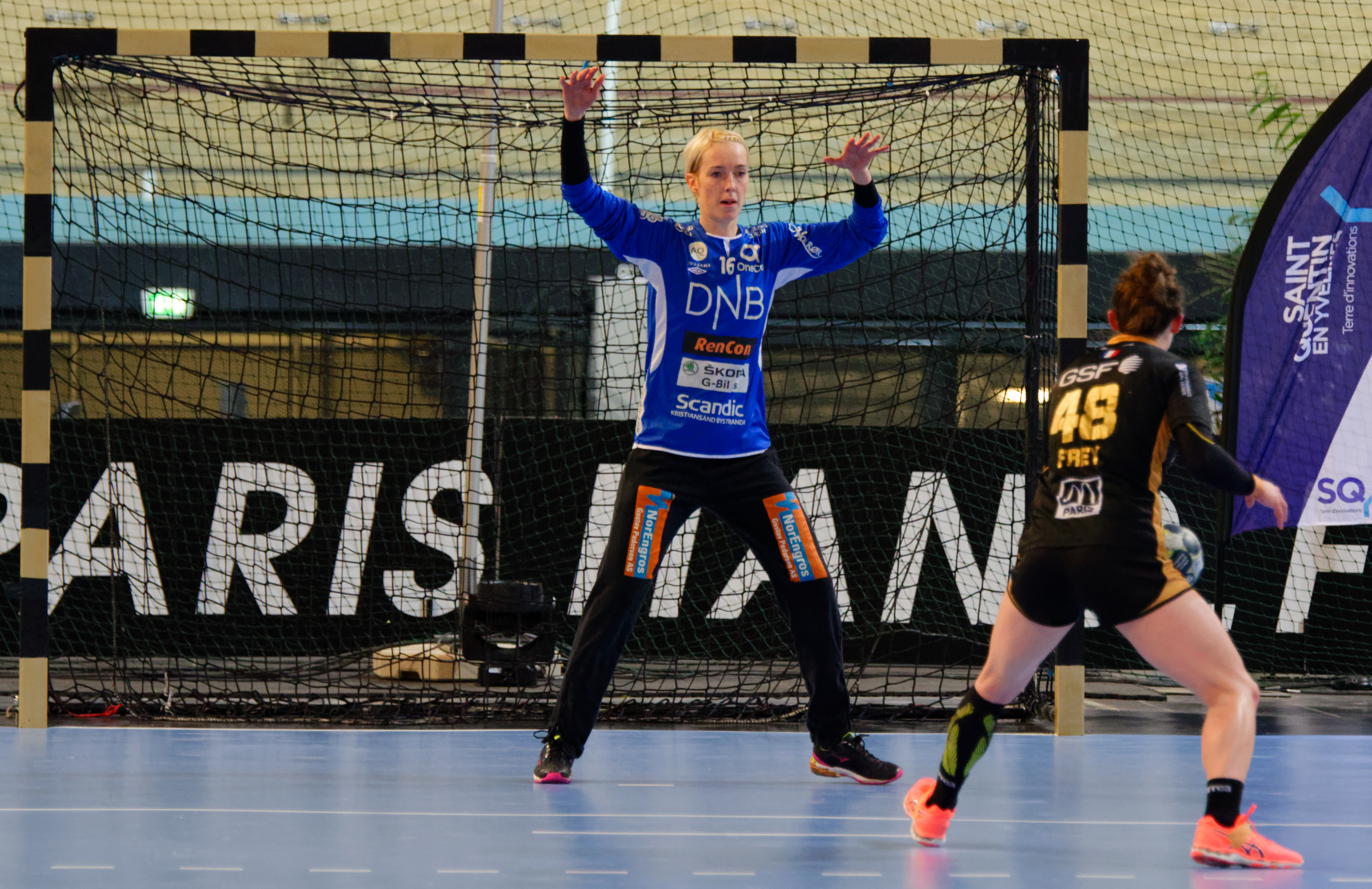
Katrine Lunde, le plus beau palmarès du handball féminin.

Parmi les meilleures joueuses évoluant ou ayant évolué au poste de gardienne de but, on peut citer (par ordre alphabétique) :
- Cléopâtre Darleux, championne olympique, vice-championne d'Europe et championne du monde, élue meilleure joueuse du championnat de France (2018), meilleure gardienne du championnat de France (2012,  2018) et meilleure gardienne de l'Euro (2022).
- Luminița Dinu-Huțupan, élue meilleure gardienne de but de tous les temps[2]
- / Tatjana Dschandschgawa, nommée dans l'élection de la meilleure gardienne de but de tous les temps
- Laura Glauser, élue meilleure gardienne du championnat du monde 2023 et des Jeux olympiques 2024.
- Cecilie Leganger, élue meilleure joueuse mondiale de l'année en 2001, nommée dans l'élection de la meilleure gardienne de but de tous les temps, 6 fois élue meilleure gardienne de but d'un tournoi international
- Amandine Leynaud, championne olympique, d’Europe et du Monde, élue meilleure joueuse française du championnat de France en 2009 et 2010, élue meilleure gardienne de l'Euro 2018, élue meilleure gardienne de la Ligue des champions en 2020 et 2021
- Katrine Lunde, seule joueuse à avoir remporté six Championnats d'Europe et trois Jeux olympiques auxquels on peut ajouter deux titres de championne du monde et de sept autres médailles, élue six fois dans l'équipe-type d'une compétition internationale majeure dont une fois en tant que meilleure joueuse et 7 fois titrée en Ligue des champions
- / Natalia Mitriouk, 7 fois titrée en Coupe des clubs champions et double championne du monde
- Valérie Nicolas, élue meilleure joueuse et meilleure gardienne du Mondial 2003
- Lene Rantala, nommée dans l'élection de la meilleure gardienne de but de tous les temps
- / Natalia Rusnachenko, 9 fois titrée en ligue des champions et médaillée de bronze aux Jeux Olympiques de 1988.
- Sandra Toft, élue meilleure joueuse mondiale de l'année en 2021

## Galeries: exemples d'actions d'un gardien de but

Yara ten Holte face à Elma Halilcevic (Nykobing, 23)
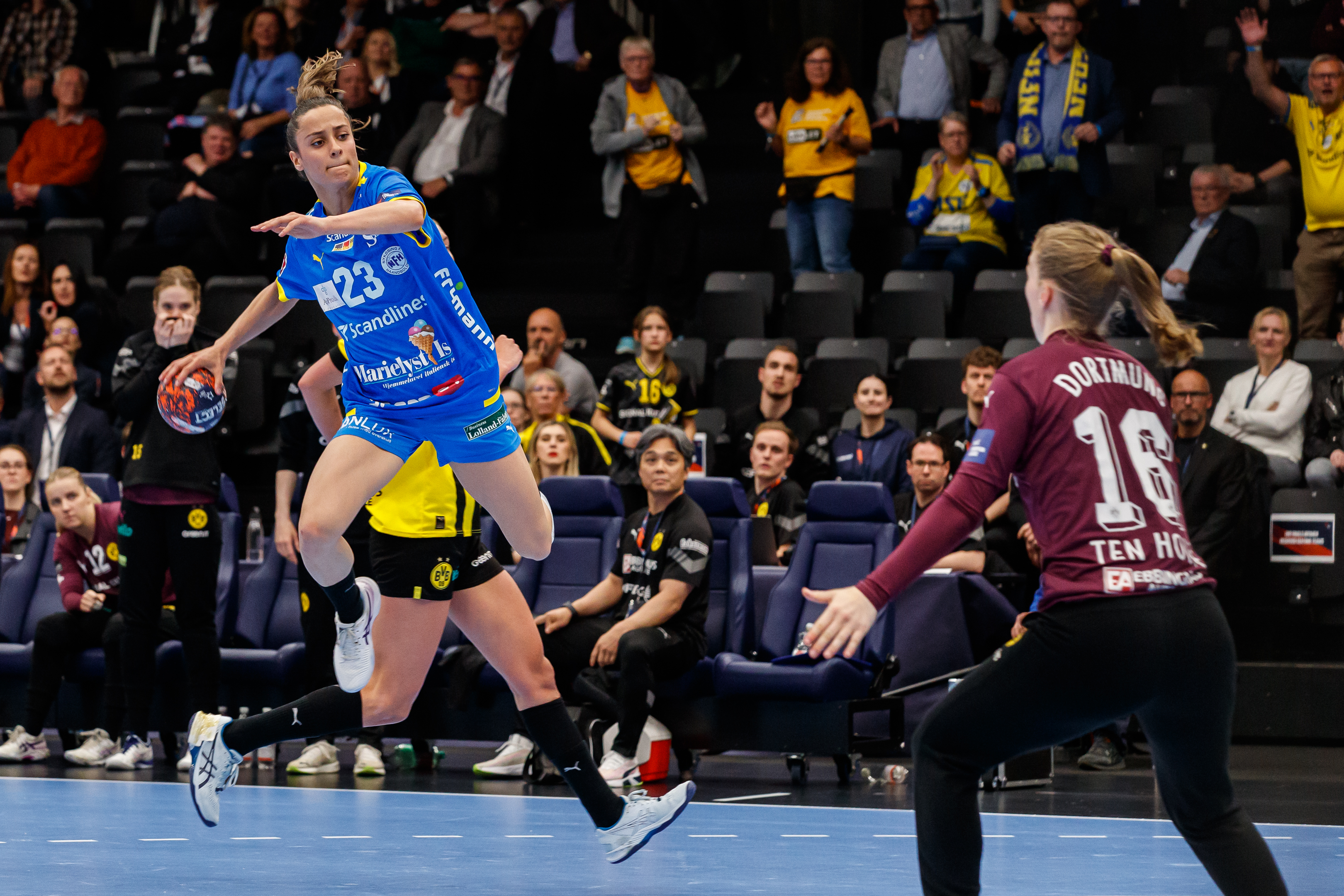
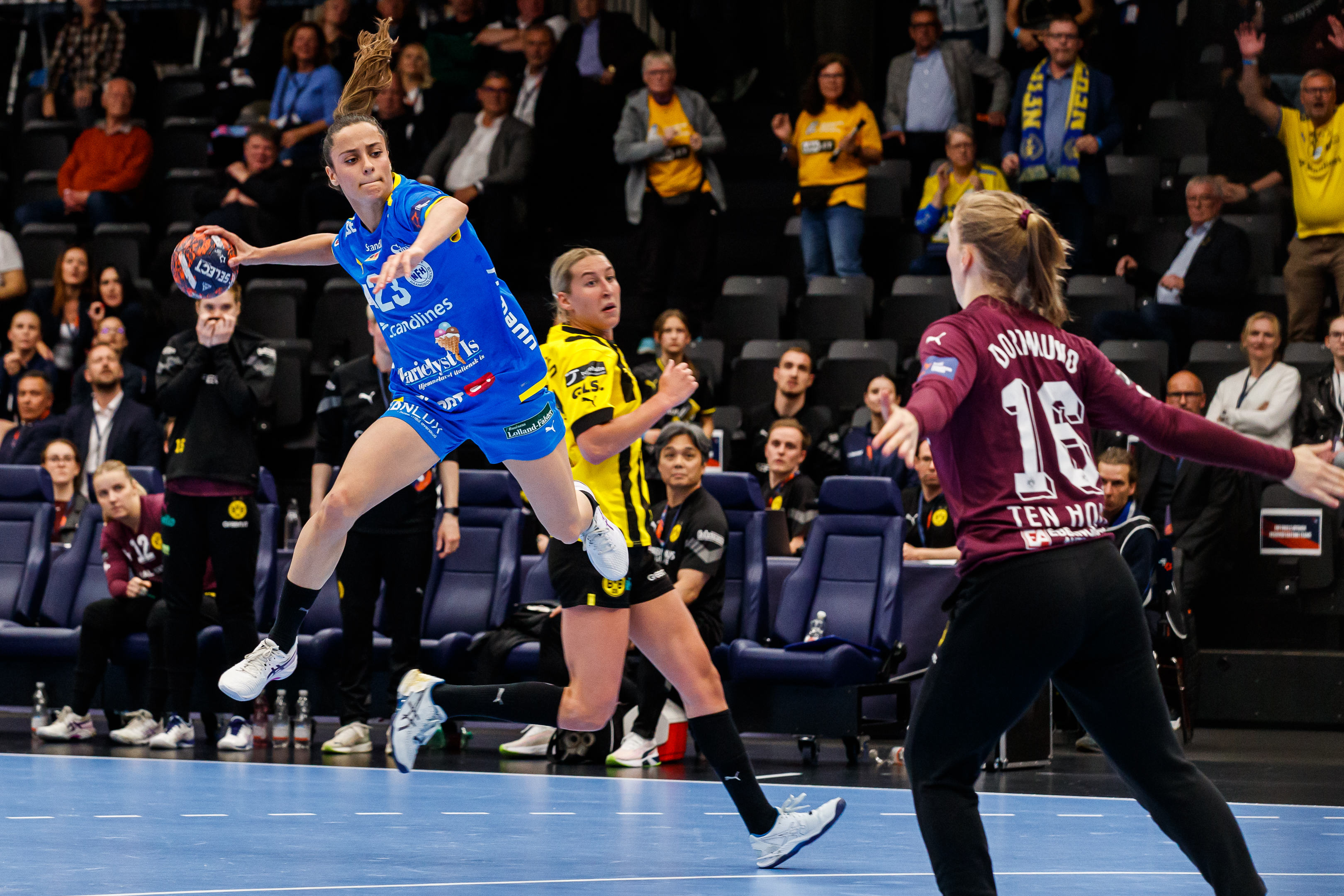
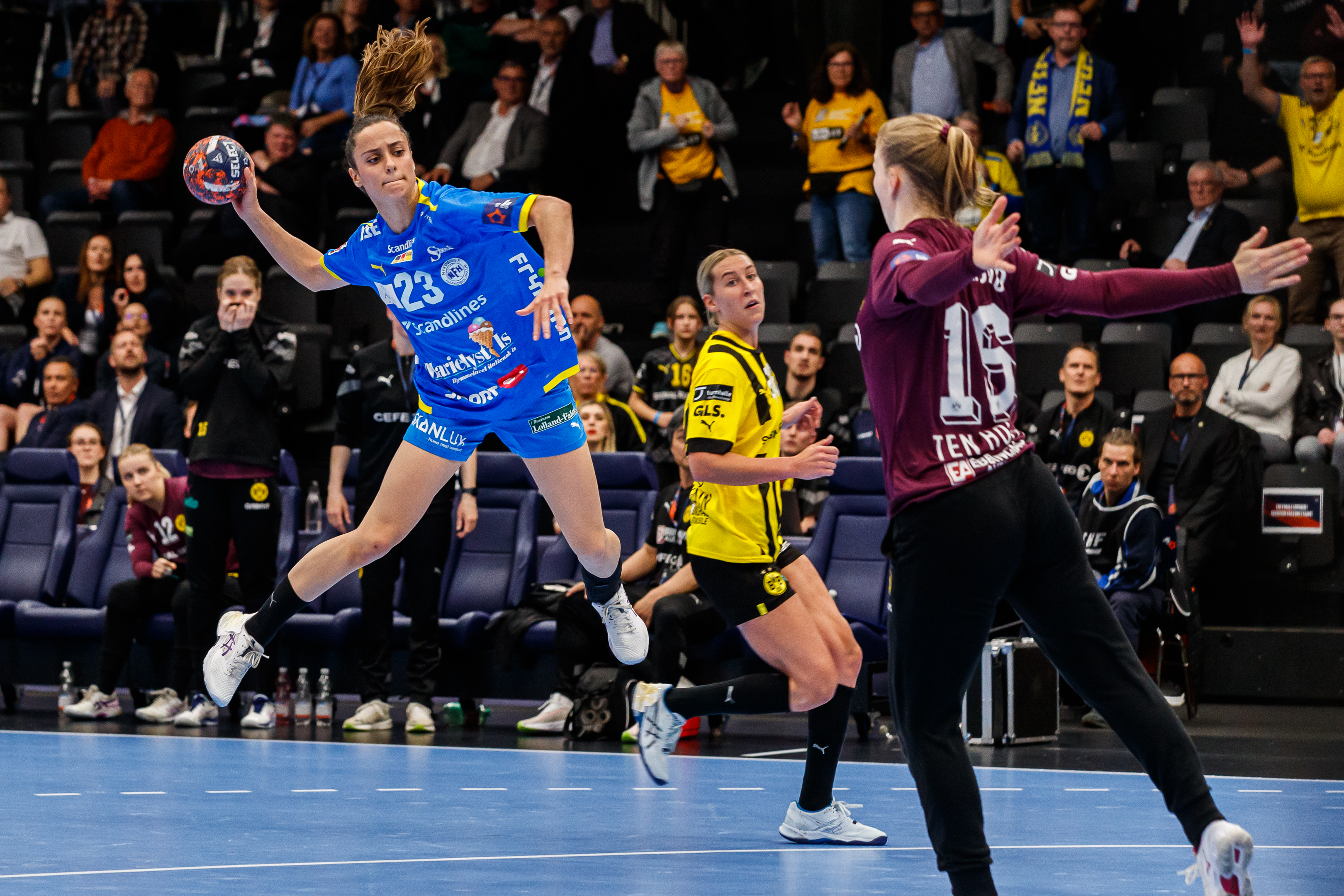
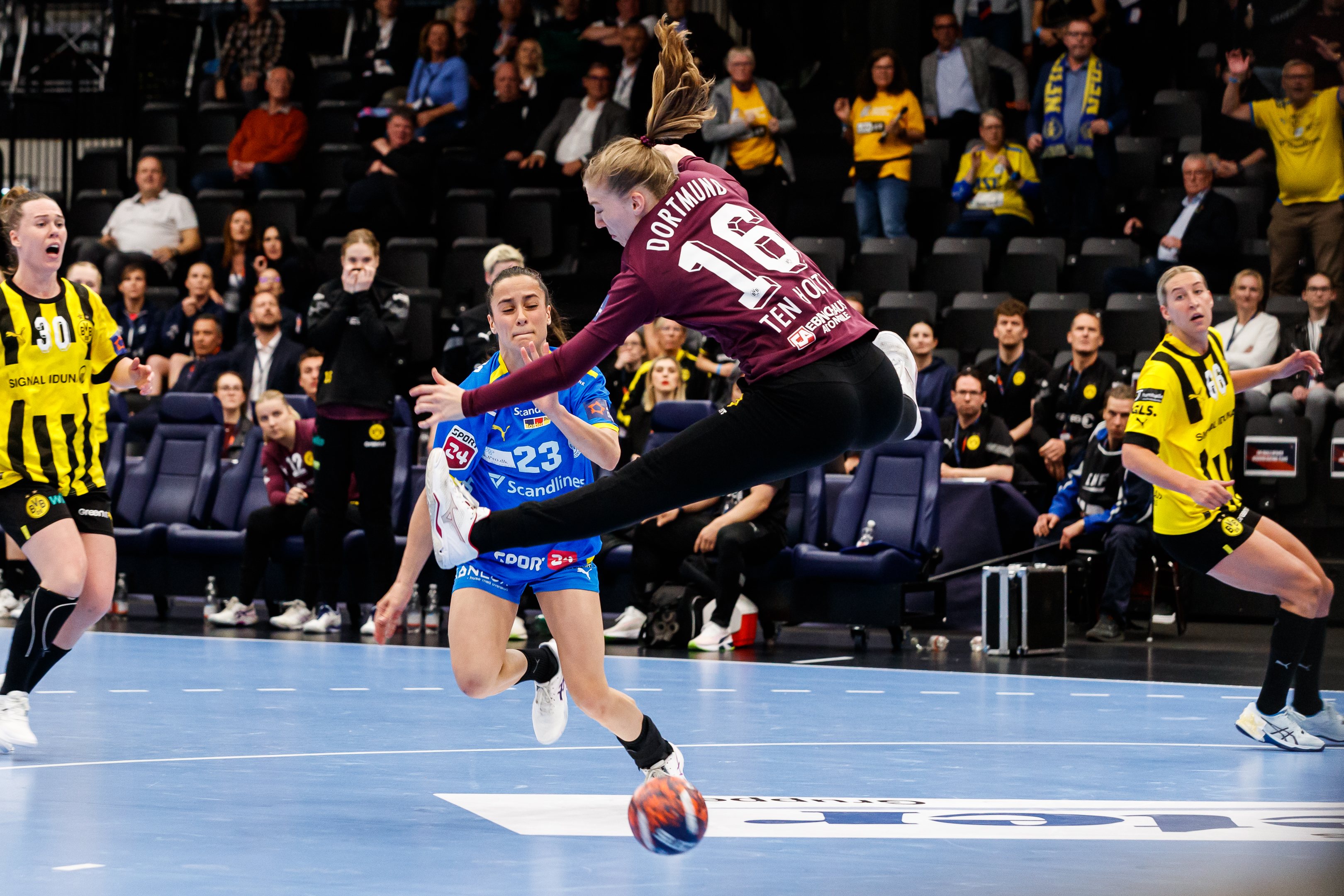
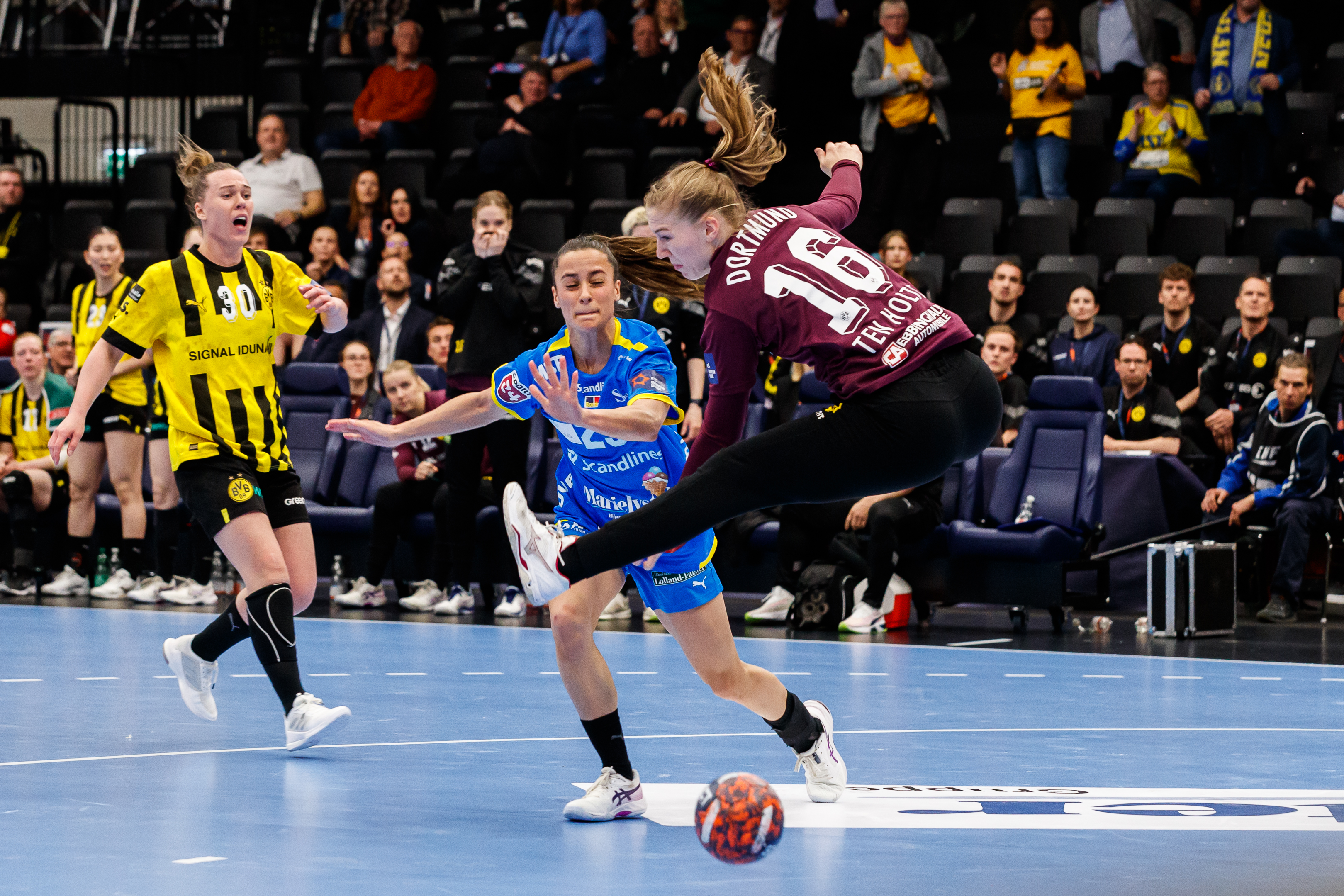

Thierry Omeyer arrête le tir de Michael Müller
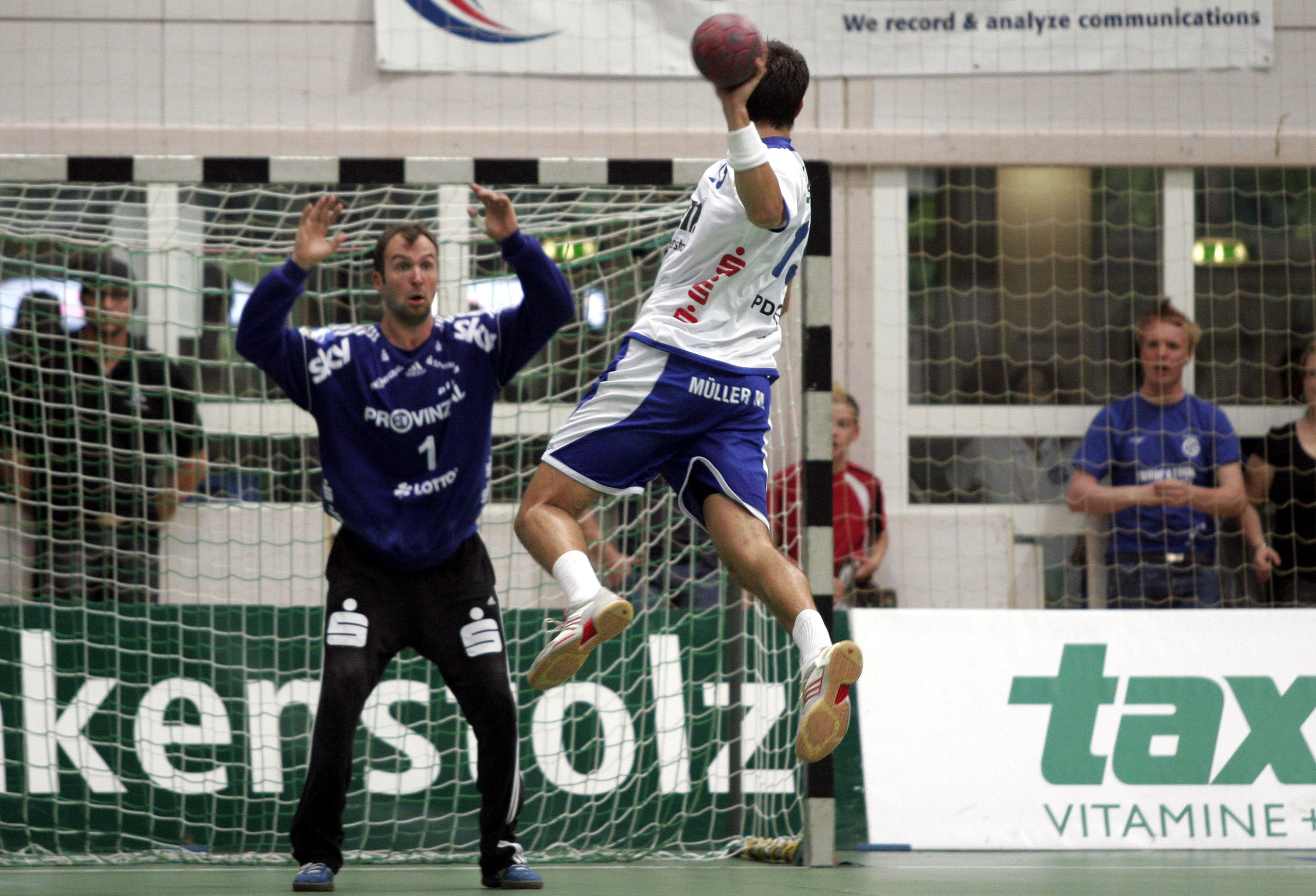
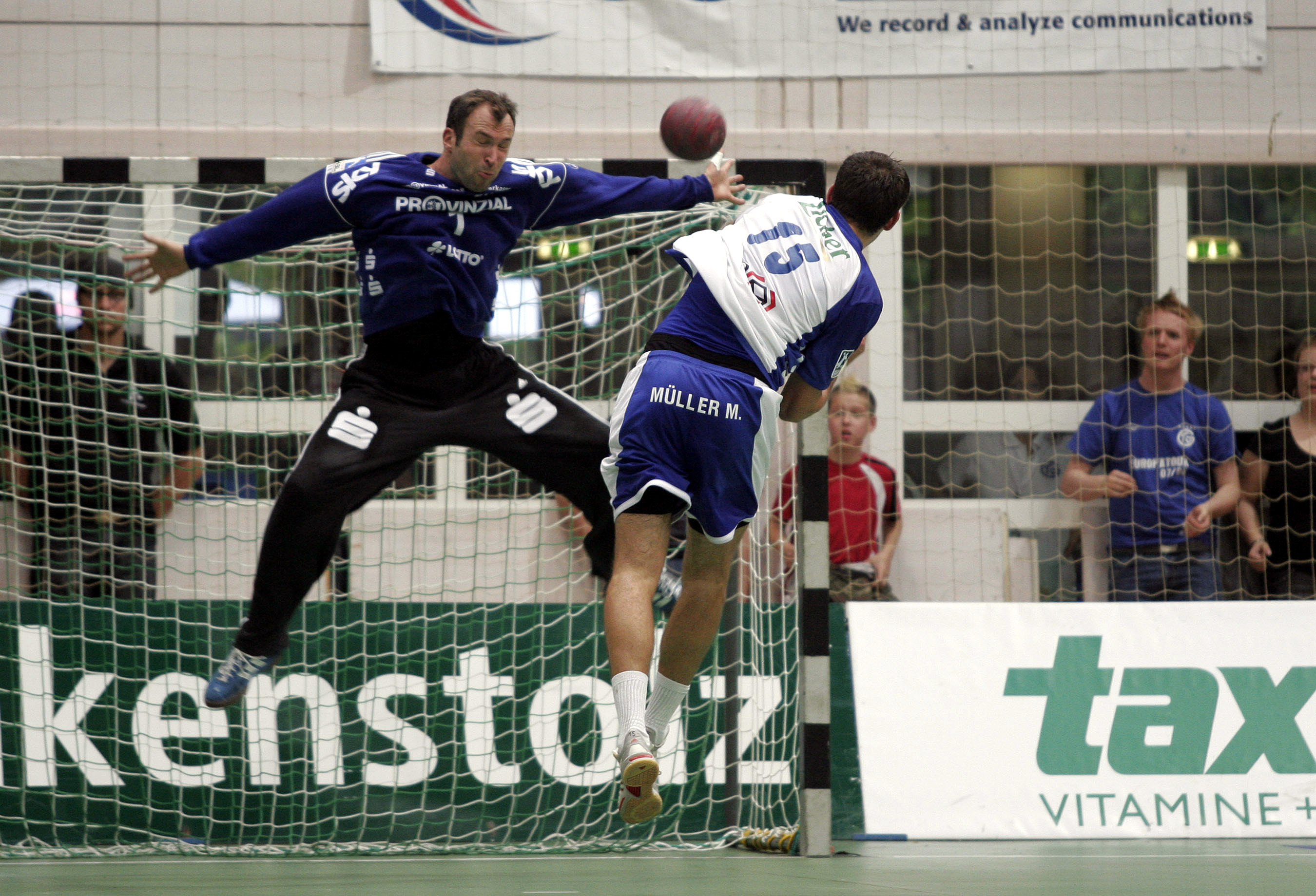
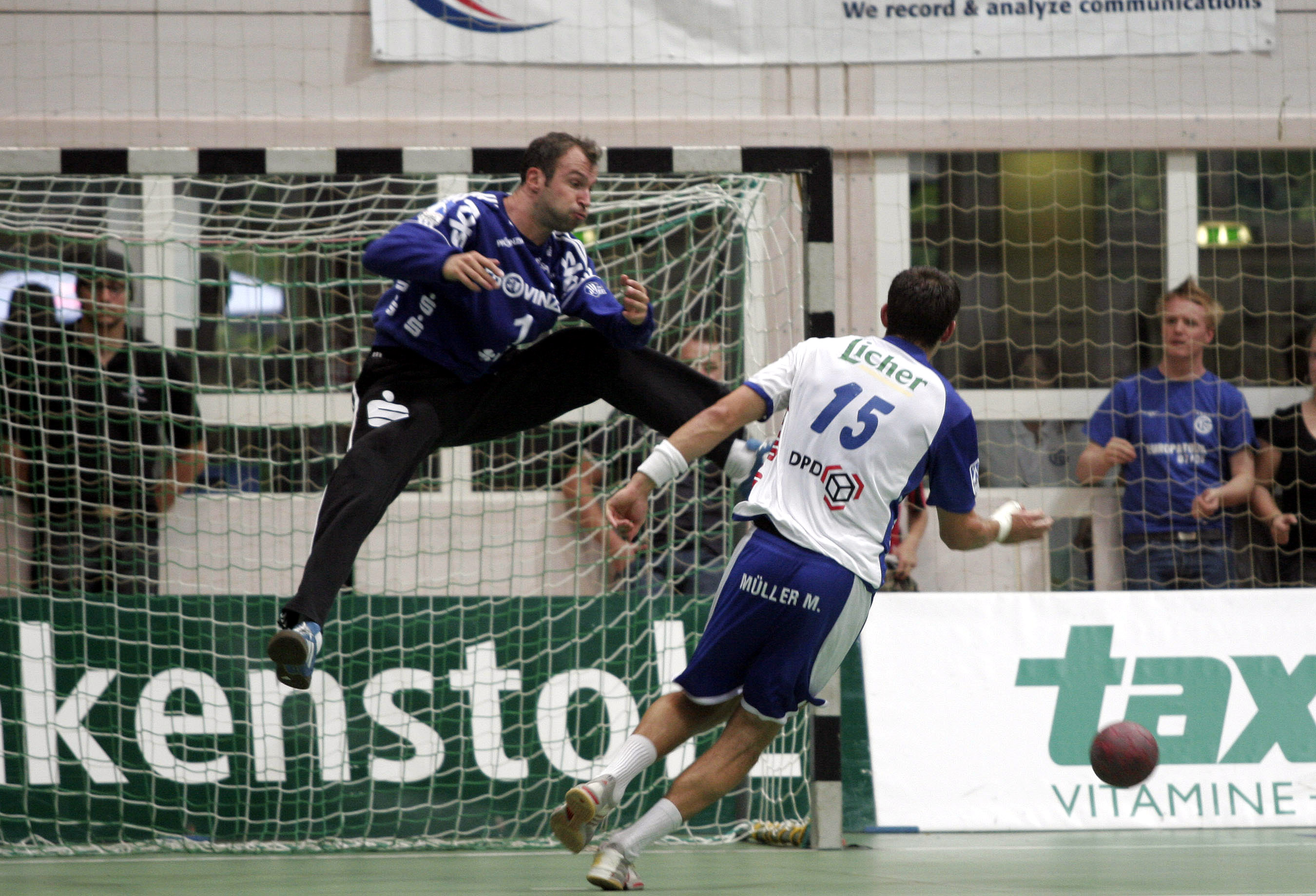

Vincent Gérard face Rasmus Lauge le 10 janvier 2016 lors du match France-Danemark
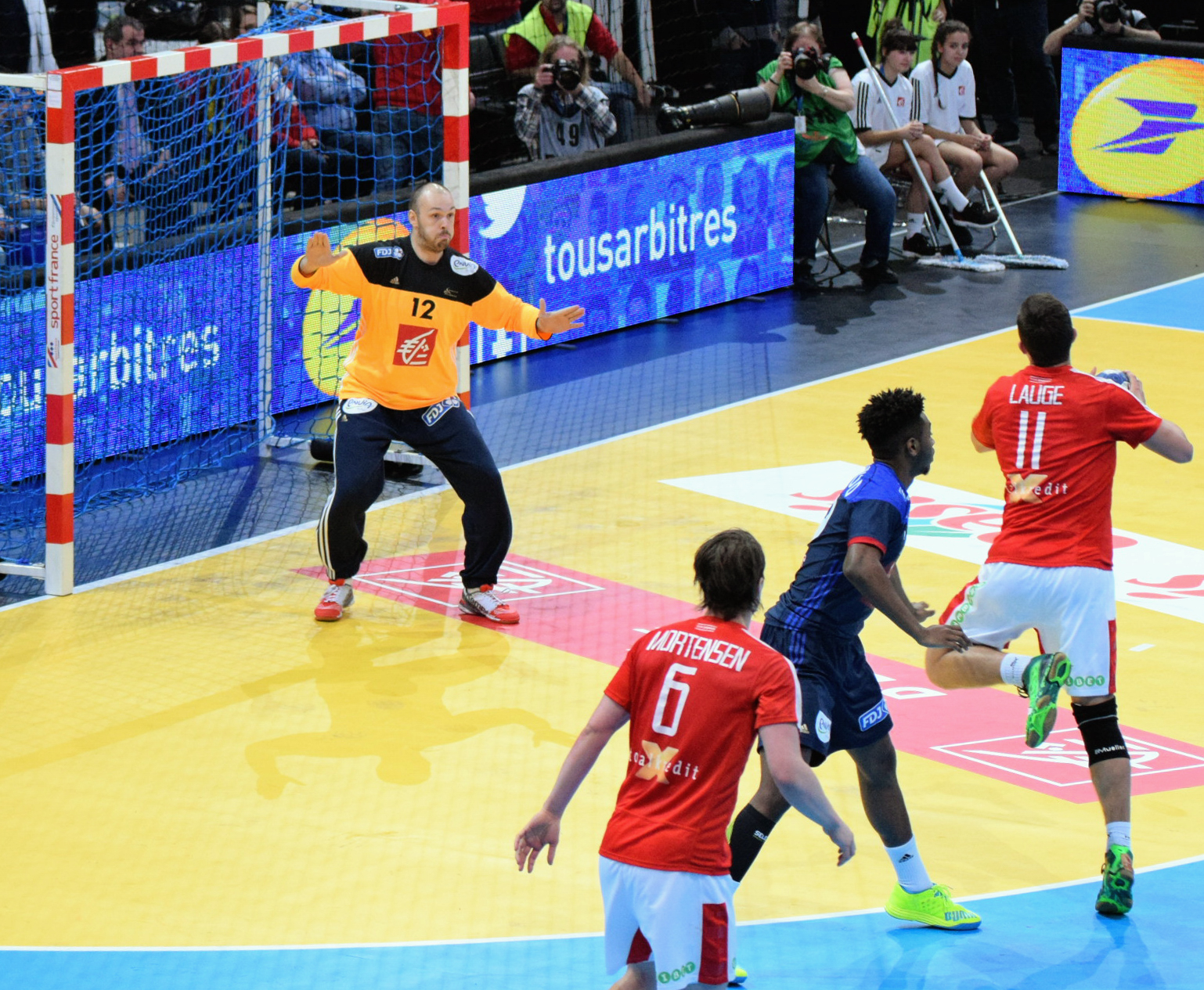
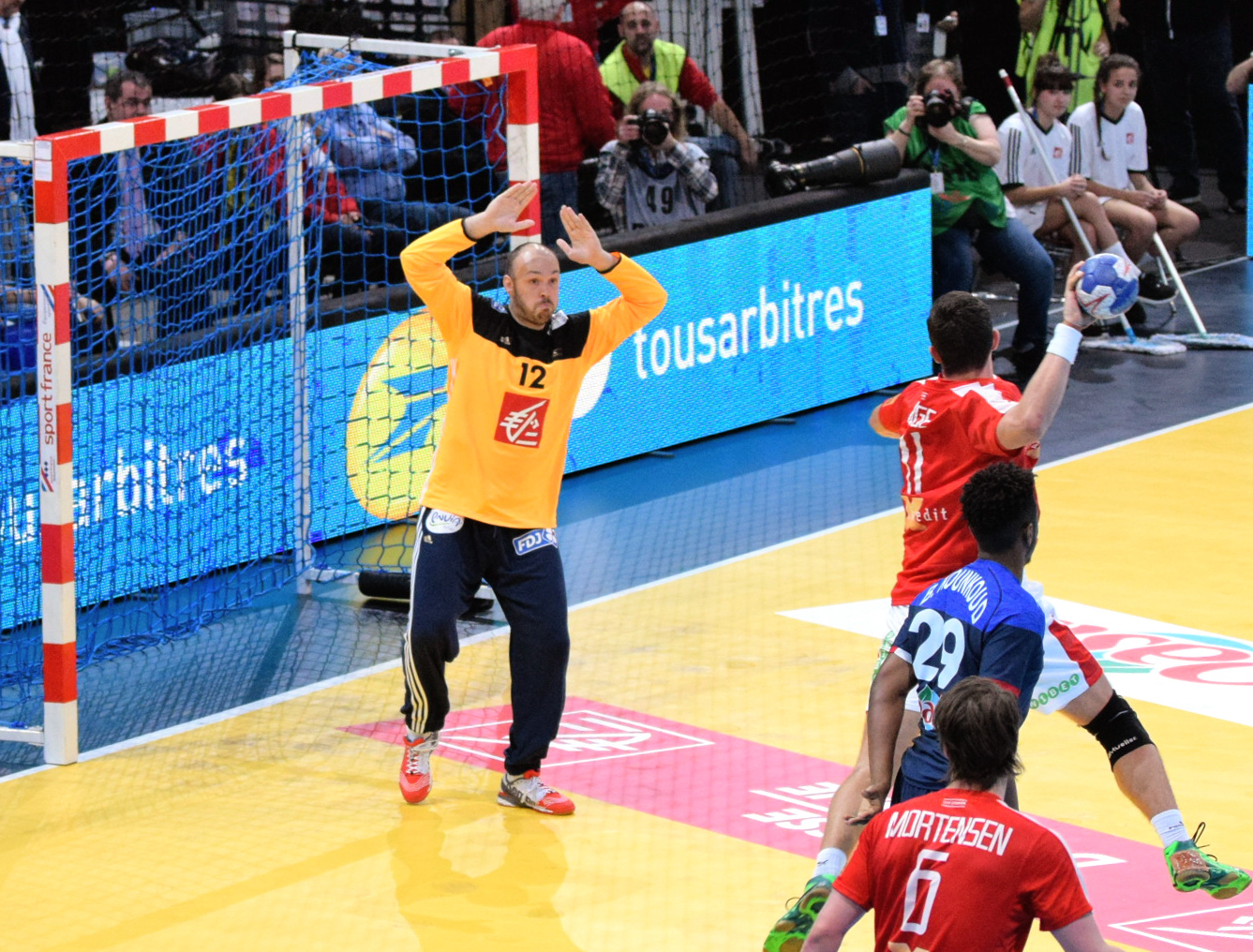
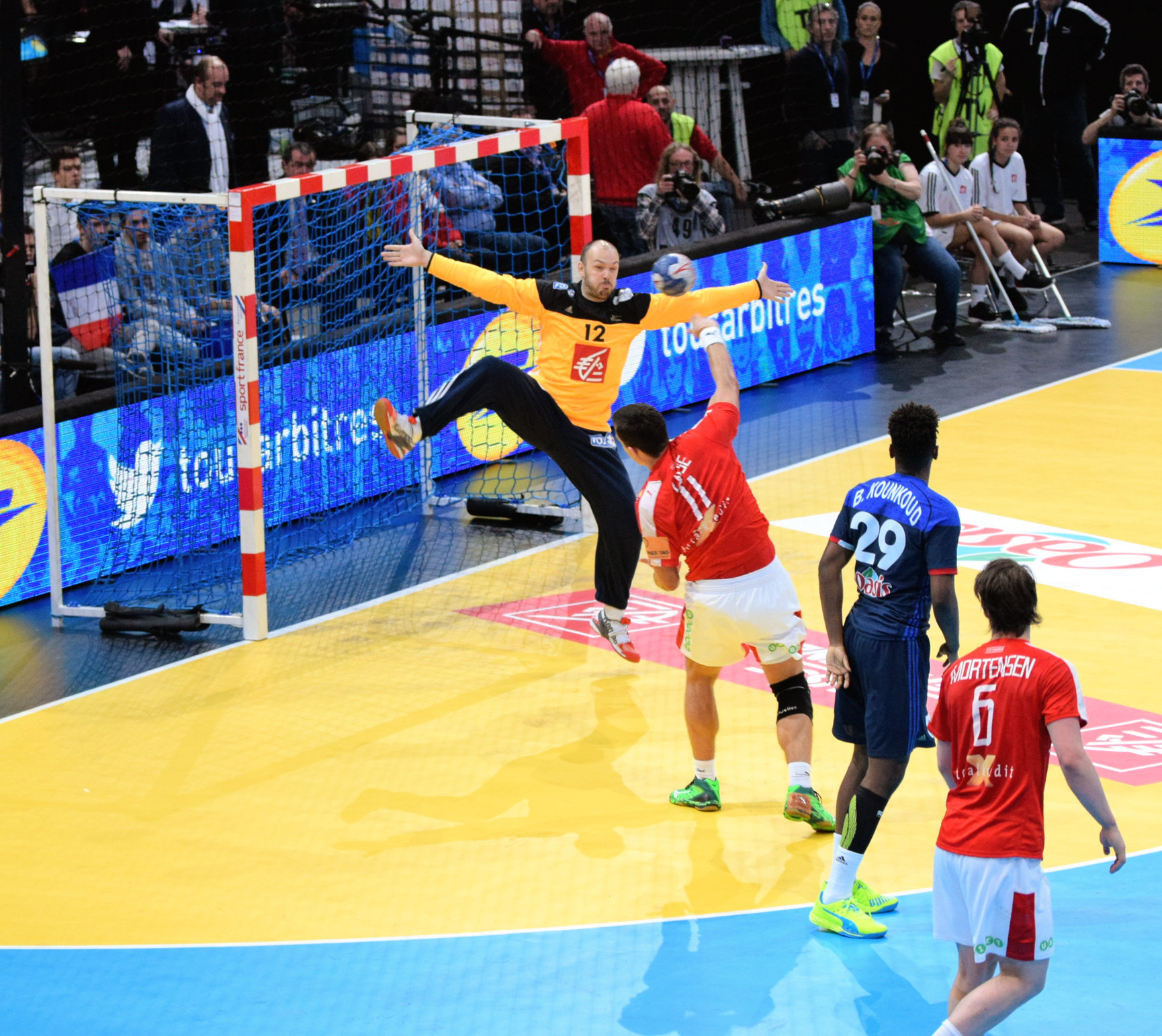
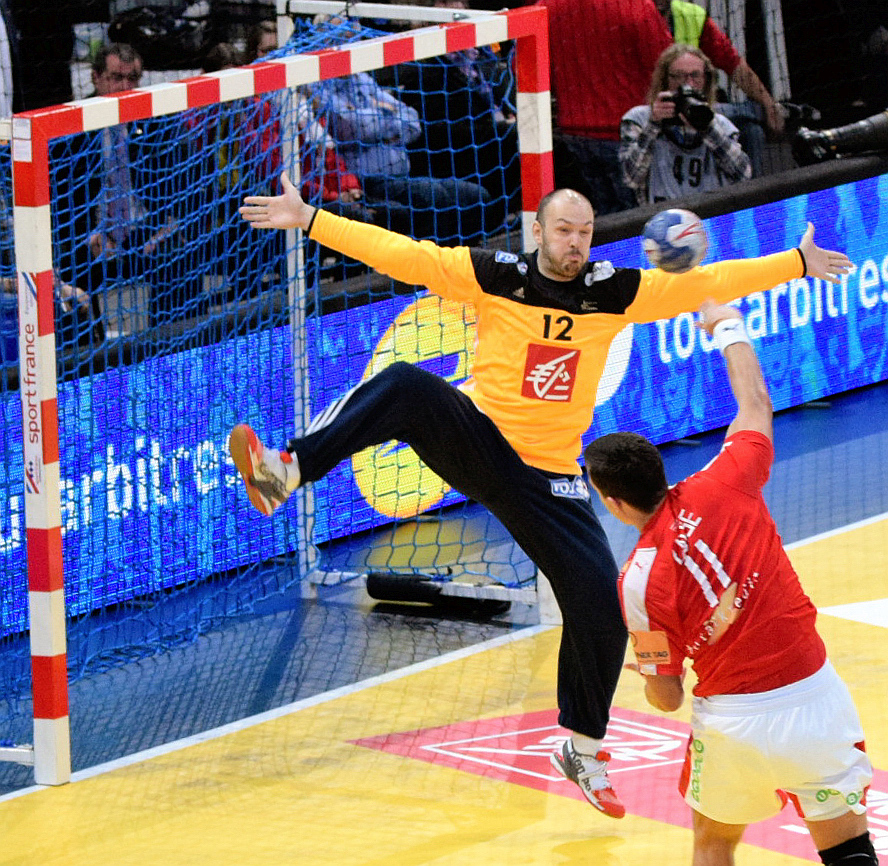

Björgvin Páll Gústavsson effectue une parade en étoile en 2020
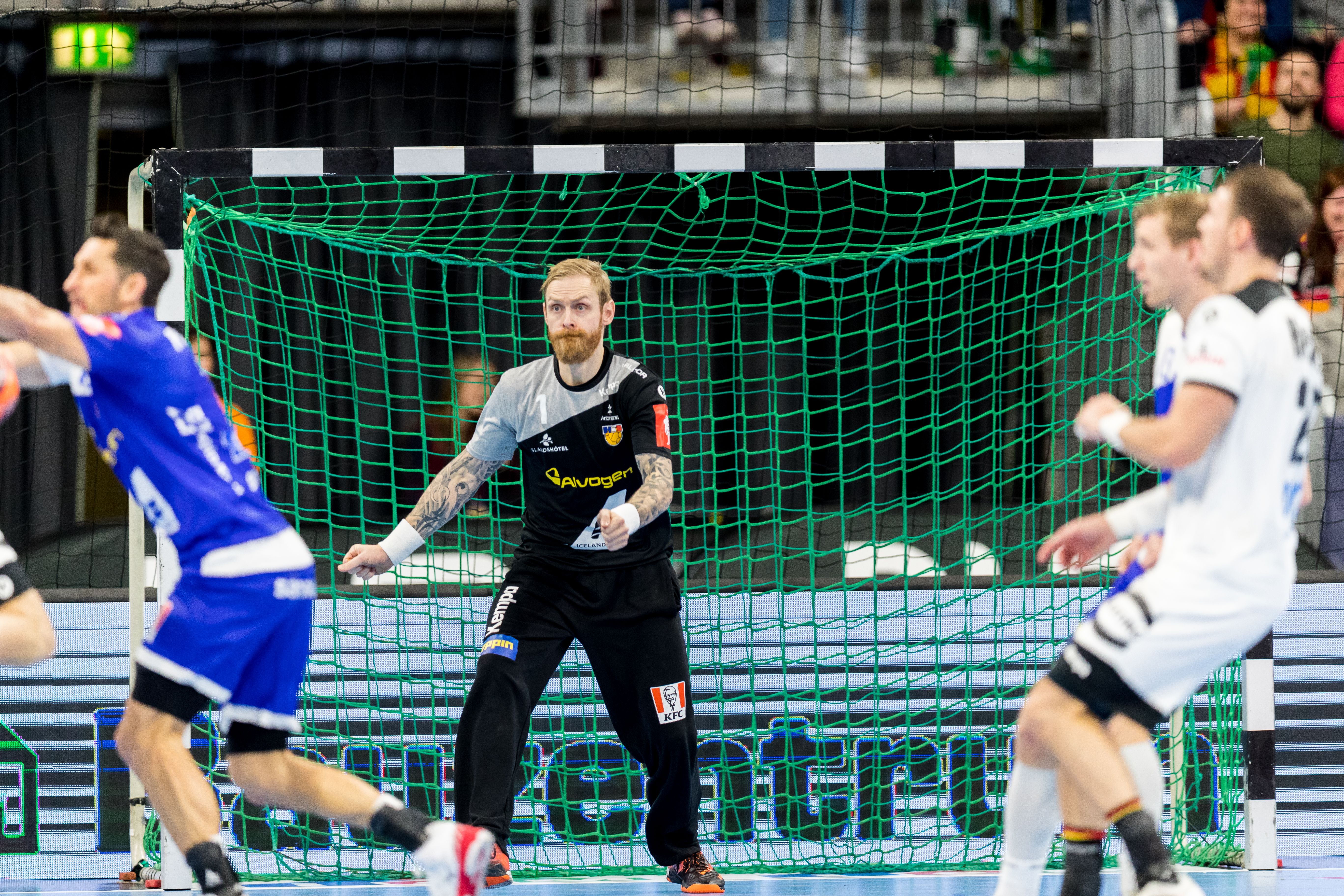
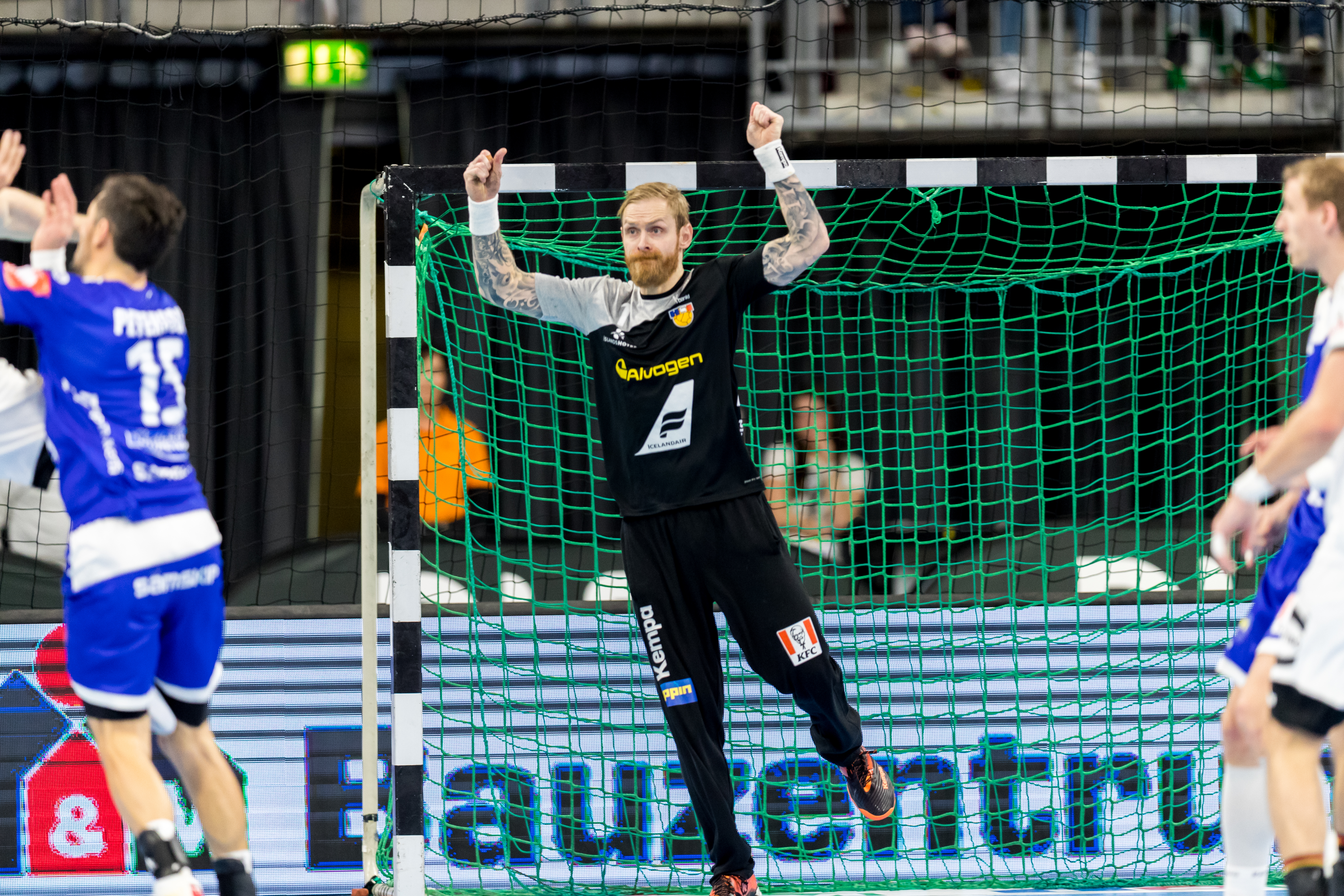
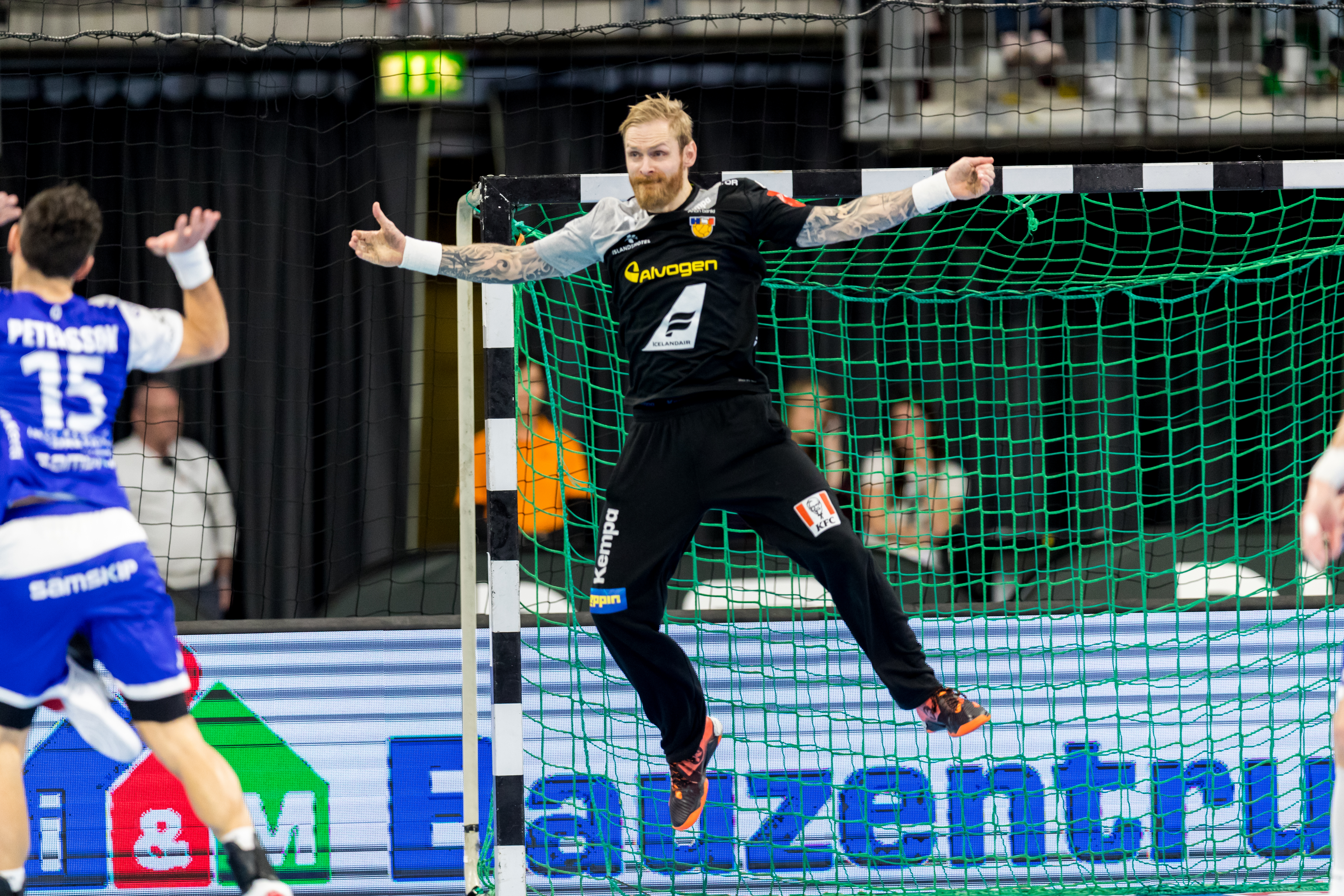
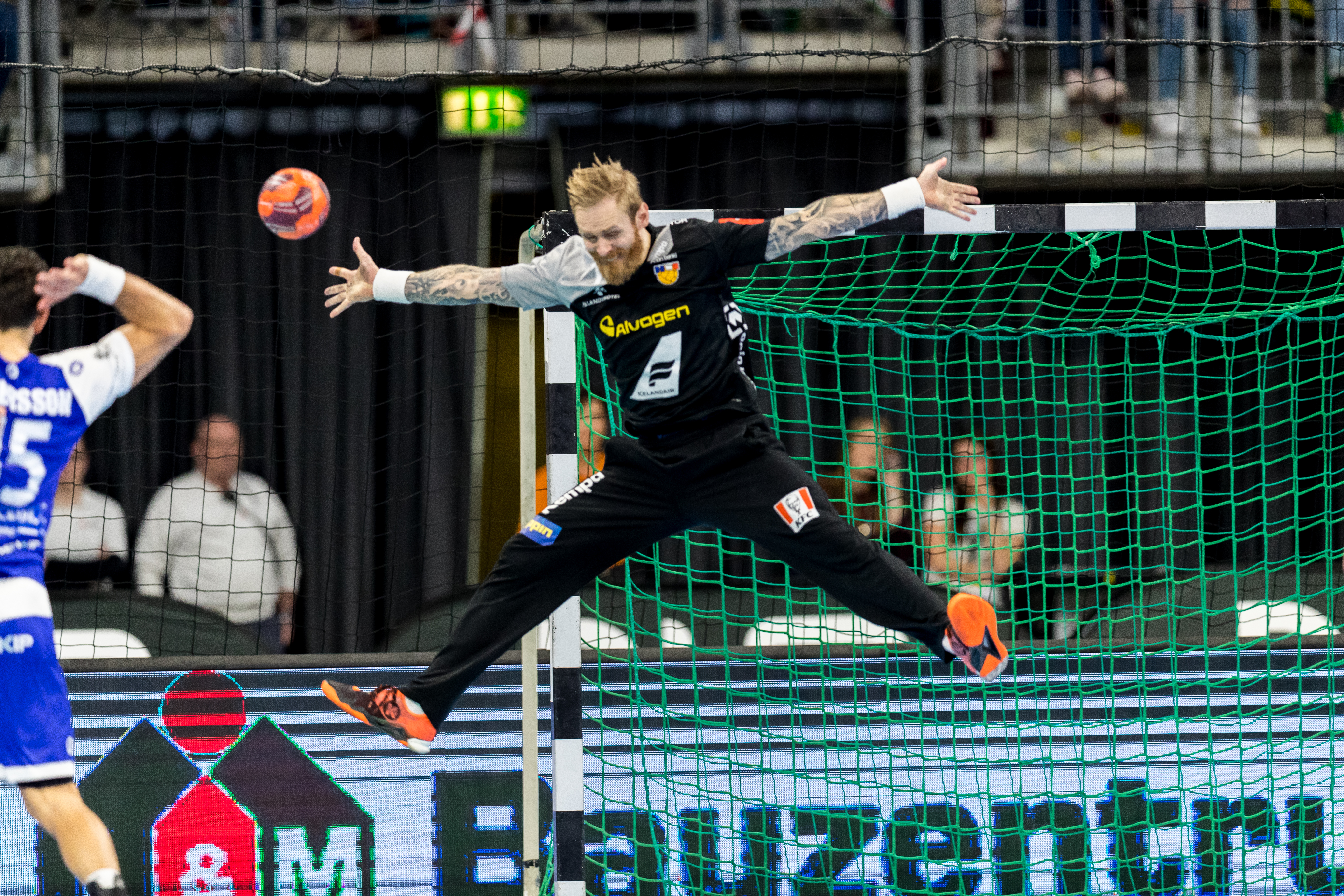
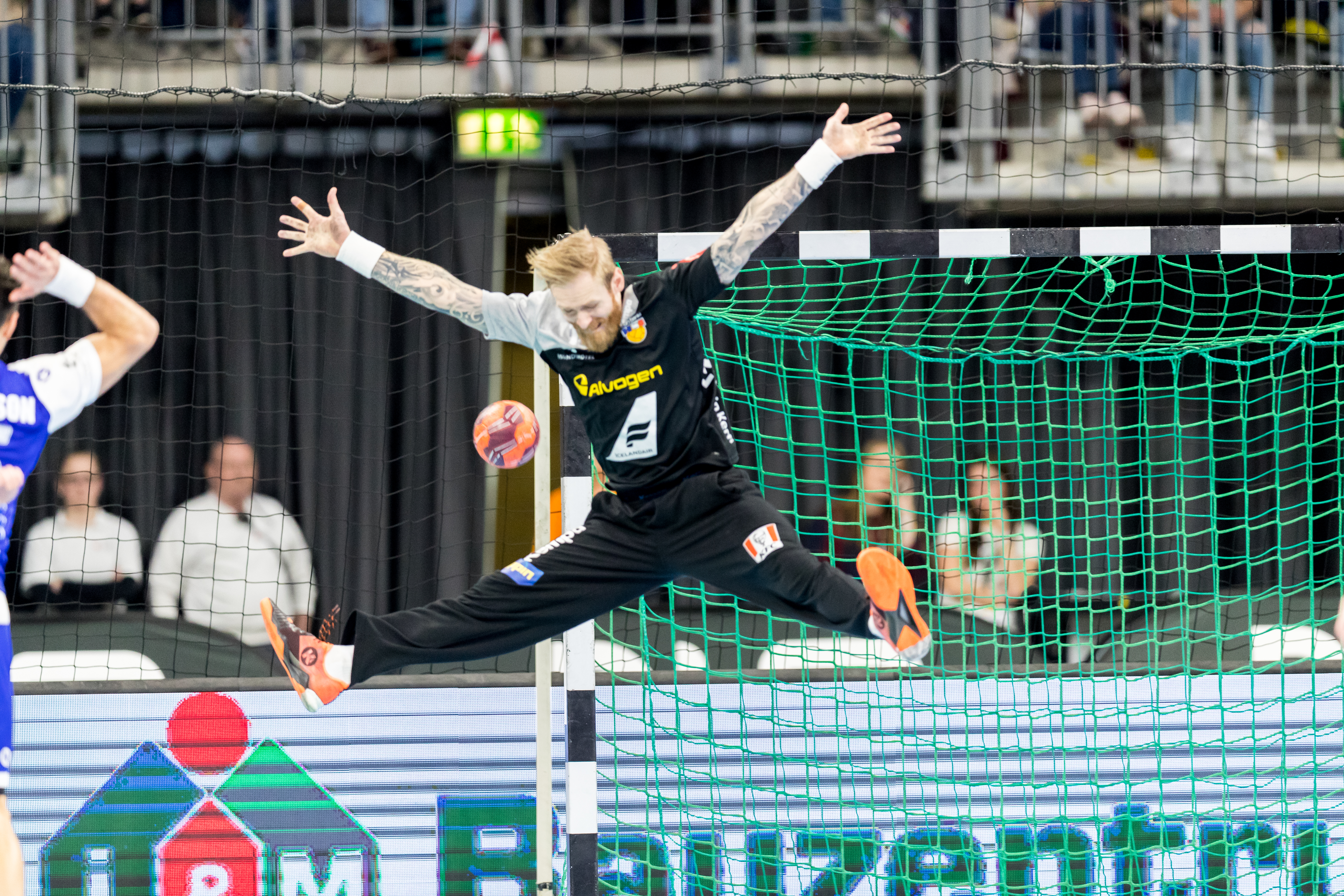

- Yara ten Holte (en) face à Elma Halilcevic (en) (Nykobing, 23)